# Quintus Terentius Scaurus
Quintus Terentius Scaurus est un grammairien romain de la première moitié du IIe siècle apr. J.-C..
Selon Aulu-Gelle, son apogée se situe sous le règne de l'empereur Hadrien. L’Histoire Auguste le présente comme le grammaticus (professeur de lettres latines) de ce dernier, mais la mention est souvent amendée en « grammaticus du temps d'Hadrien ». Scaurus est peut-être un parent de D. Terentius Scaurianus, premier gouverneur de la province de Dacie. Il est très réputé de son vivant ; Pline le Jeune lui écrit par exemple pour lui demander conseil sur l'un de ses discours.
Scaurus est l'auteur d'un Ars grammatica et d'autres traités de grammaire, ainsi que de commentaires sur Horace, Plaute et Virgile. Son De orthographia est la principale œuvre à avoir survécu ; elle a été publiée en 1880 avec d'autres fragments par le philologue allemand Heinrich Keil, dans le septième volume (Scriptores de orthographia) des Grammatici Latini. Une nouvelle édition critique avec traduction italienne et commentaire de Federico Biddau a été publiée en 2008 par Olms-Weidmann.